# Narrateur (Windows)
Pour les articles homonymes, voir narrateur (homonymie).
Le Narrateur (en anglais, Narrator) est un composant du système d'exploitation Windows de Microsoft.
Il s'agit d'un lecteur d'écran de base qui permet de lire plusieurs fenêtres, boîtes de dialogue et messages des composants de Windows.
Dans Windows 7, le programme se trouve dans le dossier Accessoires. Pour le démarrer, il faut cliquer successivement sur le bouton démarrer, Tous les programmes, Accessoires. Options d'ergonomie et Narrateur.
Bien que Microsoft recommande aux malvoyants l'achat d'un lecteur d'écran plus complet pour une utilisation générale de l'ordinateur, Narrateur est un logiciel important pour plusieurs raisons :
- il est inclus dans chaque copie de Microsoft Windows, fournissant un accès à Windows sans avoir à installer de logiciel supplémentaire dès que l'ordinateur est muni d'une carte son et de haut-parleurs ou d'écouteurs[2] ;
- il peut aider une personne malvoyante lors de l'installation d'un lecteur d'écran plus complet, en lui fournissant de l'aide en attendant que son lecteur soit fonctionnel.
- en outre, comme Narrateur est un lecteur d'écran léger qui mobilise peu de ressources du système d'exploitation, il peut fonctionner quand un lecteur d'écran plus complet pourrait être incapable de le faire, comme lors de la mise à jour de pilotes.